# 1998 QE13
1998 QE13 är en asteroid i huvudbältet som upptäcktes den 17 augusti 1998 av LINEAR i Socorro County, New Mexico.
Asteroiden har en diameter på ungefär 4 kilometer.